# Blues de Moscou (альбом «Зоопарка»)
«Blues de Moscou» — концертный альбом группы «Зоопарк», записанный в 1981 году в Москве.

## Об альбоме
Запись сделана на выступлении в ДК «Москворечье» 19 октября 1981 года. Это был первый полноценный концерт «Зоопарка». Они играли на аппаратуре группы «Машина времени», поставленной туда без ведома лидера «Машины» Андрея Макаревича.

## Список композиций
Автор всех песен — Майк Науменко.
| №   | Название                                               | Длительность |
| --- | ------------------------------------------------------ | ------------ |
| 1.  | «Странные дни»                                         | 3:11         |
| 2.  | «Если будет дождь»                                     | 5:11         |
| 3.  | «Когда я знал тебя совсем другой»                      | 3:00         |
| 4.  | «Позвони мне рано утром»                               | 4:21         |
| 5.  | «Блюз субботнего вечера»                               | 3:51         |
| 6.  | «Всё в порядке (Просто у меня открылись старые раны)»  | 4:10         |
| 7.  | «Седьмая глава» («Ты придёшь ко мне ровно в полночь…») | 2:44         |
| 8.  | «Блюз твоей реки»                                      | 2:28         |
| 9.  | «Если ты хочешь»                                       | 3:03         |
| 10. | «Прощай, детка!»                                       | 2:37         |
| 11. | «Сладкая N»                                            | 3:06         |
| 12. | «Дрянь»                                                | 5:28         |
| 13. | «Страх в твоих глазах»                                 | 3:00         |
| 14. | «Пригородный блюз»                                     | 3:19         |
| 15. | «Женщина» («Твоя кровь как хлеб…»)                     | 3:41         |
| 16. | «Звезда рок-н-ролла»                                   | 2:46         |
| 17. | «Ода ванной комнате»                                   | 3:10         |
| 18. | «Горький ангел» («Призрак Сладкой N»)                  | 4:26         |
| 19. | «Пригородный блюз № 2»                                 | 3:07         |
| 20. | «Blues de Moscou, часть 2» («Из вагона на перрон…»)    | 4:03         |

Песни 2, 4, 5, 8, 15, 16, 20 не входили в оригинальный магнитоальбом и были добавлены при переиздании альбома в 1995 году.

## Дополнения в переиздании 2010 года
В 2010 году альбом «Blues de Moscou» был переиздан лейблом «Отделение „Выход“» на 4 CD. Кроме оригинальной записи альбома (CD 2), в переиздание вошли репетиция в клубе общежития Института целлюлюзно-бумажной промышленности и Концерт в Ленинградском доме художественной самодеятельности в рамках одного из рок-клубовских мероприятий (CD 1), концерт в ДК 2-го Часового завода в Москве, выступление на I фестивале Ленинградского рок-клуба (обе записи - CD 3) и акустический концерт в Троицке (CD 4). История последнего концерта довольно уникальная: 9 мая 1983 года «Зоопарк» должен был дать один из концертов в Доме учёных в Троицке, однако концерт не состоялся благодаря вмешательству КГБ, в результате чего Майку пришлось отыграть акустический концерт в лесу, а Храбунов, Куликов и Данилов присутствовали в качестве слушателей.

### Live at LDHS 9.10.1981
Автор всех песен — Майк Науменко, кроме «Sweet Little Sixteen»: автор — Чак Берри

#### Репетиция в клубе общежития Института целлюлюзно-бумажной промышленности
Запись из архива Александра Храбунова
| №   | Название                          | Длительность |
| --- | --------------------------------- | ------------ |
| 1.  | «Странные дни»                    | 3:14         |
| 2.  | «Если будет дождь»                | 6:06         |
| 3.  | «Sweet Little Sixteen»            | 3:36         |
| 4.  | «Сладкая N»                       | 3:23         |
| 5.  | «Горький ангел»                   | 4:07         |
| 6.  | «Позвони мне рано утром»          | 3:53         |
| 7.  | «Блюз твоей реки»                 | 3:03         |
| 8.  | «Когда я знал тебя совсем другой» | 2:54         |
| 9.  | «Если ты хочешь»                  | 3:05         |
| 10. | «Прощай, детка!»                  | 2:37         |

#### Концерт в Рок-клубе (Ленинградский дом художественной самодеятельности)
Запись из архивов Игоря Гудкова и Геннадия Зайцева
| №   | Название                          | Длительность |
| --- | --------------------------------- | ------------ |
| 1.  | «Странные дни»                    | 3:28         |
| 2.  | «Если будет дождь»                | 4:58         |
| 3.  | «Сладкая N»                       | 3:28         |
| 4.  | «Горький ангел»                   | 4:09         |
| 5.  | «Позвони мне рано утром»          | 4:10         |
| 6.  | «Когда я знал тебя совсем другой» | 3:03         |
| 7.  | «Блюз субботнего вечера»          | 2:08         |
| 8.  | «Sweet Little Sixteen»            | 3:43         |
| 9.  | «Если ты хочешь»                  | 3:30         |
| 10. | «Прощай, детка!»                  | 2:42         |

### 2-й Часовой завод (Москва) 27.03.1983
Запись из архива Александра Несмелова
| №  | Название                        | Длительность |
| -- | ------------------------------- | ------------ |
| 1. | «Вступление»                    | 1:02         |
| 2. | «Сладкая N»                     | 3:24         |
| 3. | «Пригородный блюз»              | 4:14         |
| 4. | «ДК Данс (Мажорный рок-н-ролл)» | 3:36         |
| 5. | «Старые раны (Всё в порядке)»   | 4:10         |
| 6. | «Дрянь»                         | 5:02         |
| 7. | «Уездный город N»               | 11:27        |
| 8. | «Прощай, детка!»                | 2:44         |

### I Ленинградский рок-фестиваль 14.05.1983
Запись из архива Михаила Манчадского
Музыка и слова всех песен - М. Науменко, кроме «Хиросимы» — музыка и слова М. Науменко и А. Донских
| №  | Название                          | Длительность |
| -- | --------------------------------- | ------------ |
| 1. | «Странные дни»                    | 3:04         |
| 2. | «Когда я знал тебя совсем другой» | 3:11         |
| 3. | «Позвони мне рано утром»          | 4:36         |
| 4. | «Белая ночь/Белое тепло»          | 3:23         |
| 5. | «Горький ангел»                   | 5:28         |
| 6. | «Прощай, детка»                   | 3:18         |
| 7. | «ДК Данс (Мажорный рок-н-ролл)»   | 3:36         |
| 8. | «Хиросима»                        | 7:54         |

### Троицк (Московская область) 9.05.1983
Автор всех песен — Майк Науменко, кроме «Blues de Moscou #1» — в соавторстве с Игорем Петровским
Запись из архива Сергея Шутова
| №   | Название                          | Длительность |
| --- | --------------------------------- | ------------ |
| 1.  | «Blues de Moscou #1»              | 2:07         |
| 2.  | «Сладкая N»                       | 3:04         |
| 3.  | «Лето»                            | 2:58         |
| 4.  | «Панк и пошлость»                 | 2:28         |
| 5.  | «Я не знаю, зачем я живу (Бу-бу)» | 3:49         |
| 6.  | «Пригородный блюз»                | 4:31         |
| 7.  | «Песня Гуру»                      | 4:25         |
| 8.  | «Дрянь»                           | 5:23         |
| 9.  | «Белая ночь/Белое тепло»          | 3:16         |
| 10. | «Уездный город N»                 | 4:36         |
| 11. | «Когда я знал тебя совсем другой» | 2:46         |
| 12. | «Пригородный блюз #2»             | 2:43         |
| 13. | «Ода ванной комнате»              | 2:41         |
| 14. | «Растафара»                       | 0:53         |
| 15. | «Если ты хочешь»                  | 2:38         |
| 16. | «Старые раны (Всё в порядке)»     | 3:44         |

## Участники записи
- Майк Науменко — гитары и голос
- Александр Храбунов — лидер-гитара
- Илья Куликов — бас-гитара
- Андрей Данилов — барабаны
- Андрей «Дюша» Романов — флейта (Live in LDHS)
- Евгений Иванов («Пепел») — гитара (2-й Часовой завод)
- Юрий Ерёменко («Пепел») — бас-гитара (2-й Часовой завод)
- Александр Донских — рояль, вокал, бэк-вокал (I Ленинградский рок-фестиваль)